# Battaglia di Antiochia (218)
La battaglia di Antiochia fu combattuta l'8 giugno 218 nei pressi di Antiochia (Siria), tra l'esercito romano dell'imperatore Macrino e quello del pretendente Eliogabalo. Il generale Gannys, comandante delle truppe del giovane pretendente, vinse la battaglia, ed Eliogabalo divenne imperatore.

## Contesto storico

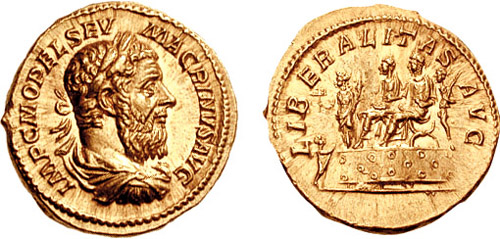
Aureo raffigurante Macrino e suo figlio Diadumeniano.

L'8 aprile 217, durante una campagna contro i Parti, il predecessore di Macrino, Caracalla, era stato assassinato nei pressi di Carre mentre si stava recando a visitare un tempio. Il suo assassino era Giustino Marziale, un soldato furente per essere stato declassato al rango di centurione. Marziale fu esso stesso ucciso dalle guardie germaniche di Caracalla immediatamente dopo, un atto che tornava a vantaggio di Macrino, che all'epoca era prefetto del pretorio e che era coinvolto nell'assassinio. Un possibile movente del complotto di Macrino contro Caracalla era il timore per la sua vita. Secondo la versione dello storico romano Erodiano, sostenuta anche da alcuni altri storici più tardi, Macrino, nel corso del suo mandato, fu spesso incaricato di leggere ad alta voce in presenza dell'imperatore i dispacci inviati a Caracalla e uno di questi dispacci descriveva una presunta profezia dell'oracolo di Delfi, forse fasulla, che suggeriva che Macrino era destinato a uccidere Caracalla e succedergli al trono.
Immediatamente dopo la morte di Caracalla, ad Avvento fu offerto il trono, ma declinò a causa dell'età troppo avanzata. Tre giorni dopo l'assassinio di Caracalla, l'esercito acclamò Macrino imperatore proclamandolo Augusto. Essi non provavano nei suoi confronti sentimenti di 'amore o stima', ma non vi era nessun altro candidato.
In un primo momento il senato, che provava sentimenti di forte odio nei confronti di Caracalla, accolse con giubilo la notizia del suo assassinio. Tuttavia non fu d'accordo sulla scelta del suo successore, in quanto secondo la tradizione, l'imperatore poteva essere scelto solo tra i membri del Senato, mentre Macrino era un membro della classe equestre, la più bassa delle classi aristocratiche. Ciò portò il senato a valutare severamente ogni sua azione. La loro opposizione, tuttavia, non era sostenuta da nessuna vera potenza. Le forze militari all'epoca erano concentrate contro i Parti nell'area intorno a Edessa (odierna Şanlıurfa, Turchia), per cui non vi era nessuna armata che potesse contestare con qualche speranza di successo l'elevazione di Macrino.
Il nuovo imperatore Macrino dovette fronteggiare la minaccia dei Parti, con i quali Roma era in quel momento in guerra. Una battaglia non decisiva a Nisibis viene spesso citata come una possibile ragione per l'apertura delle negoziazioni di pace. La conclusione di una pace poteva tornare a vantaggio di entrambi gli schieramenti: Roma era minacciata in Armenia e Dacia, mentre i Parti si trovavano in un territorio lontano dalla loro patria e a corto di vettovaglie. Il trattato di pace, tuttavia, fu considerato da molti come sfavorevole a Roma. Lo storico romano Cassio Dione riportò che i Romani pagarono ai Parti ben 200 milioni di Sesterzi in cambio della pace. Lo studioso Andrew Scott mette in dubbio l'accuratezza di questa cifra eccessivamente elevata, facendo notare che i dati finanziari forniti da Dione sono non di rado inattendibili. Nonostante ciò, l'opinione prevalente accusa Macrino di viltà e di imbellità nel corso delle negoziazioni.
In seguito alla conclusione del trattato di pace, Macrino prese delle misure per tenere sotto controllo le spese di Roma, rendendo nulli i cambiamenti apportati da Caracalla e dunque ritornando effettivamente alle politiche fiscali di Settimio Severo. Ciò portò a ridurre il soldo e i benefici dei legionari, cosa che lo rese impopolare presso quello stesso esercito che lo aveva innalzato al trono. Queste politiche, pur essendo applicate solo alle nuove reclute, allarmarono i soldati veterani che lo videro come un primo passo per ulteriori cambiamenti rispetto alla politica fiscale di Caracalla. Il comportamento sedizioso delle nuove reclute, che erano entrate in servizio con una paga inferiore, portò a ulteriore malcontento tra i soldati. Edward Gibbon suggerisce che già in quel momento la situazione era tale che sarebbe bastata anche solo una scintilla per far scoppiare una rivolta.
In seguito alla morte di Caracalla, Macrino consentì alla madre e alla zia del suo predecessore, rispettivamente Giulia Domna e Giulia Mesa, di vivere nella loro città natale, Emesa. Giulia Domna, che stava lavorando ad Antiochia al momento della morte del figlio Caracalla, tentò il suicidio riuscendo infine a lasciarsi morire di inedia. Sua sorella Giulia Mesa, tuttavia, fece ritorno a Emesa con le finanze di famiglia intatte.
I sospetti di Giulia riguardo al coinvolgimento di Macrino nella morte di Caracalla la portarono a sostenere la candidatura alla porpora di suo nipote abiatico Eliogabalo, il quattordicenne figlio della cugina di Caracalla, facendolo passare come figlio illegittimo dell'imperatore assassinato. All'epoca Eliogabalo era il principale sacerdote del dio fenice Eliogabalo a Emesa. I soldati nei dintorni visitavano frequentemente il tempio dove Eliogabalo esercitava le sue funzioni sacerdotali, per assisterlo eseguire i rituali e le cerimonie. Nel corso di una di queste visite, Giulia Mesa sfruttò l'opportunità per informare i soldati, non è noto se dicesse la verità o meno, che Eliogabalo fosse il figlio illegittimo di Caracalla. Simultaneamente, potrebbe aver visto l'opportunità di sfruttare la ricchezza e il prestigio della sua famiglia per mettere in atto il suo complotto.
La notte del 15 maggio 218, Eliogabalo fu portato, o da Giulia Mesa o da Gannys, all'accampamento della Legio III Gallica a Raphanea e presentato ai soldati di stanza quivi. Secondo una versione degli eventi, Eliogabalo fu salutato come Antonino dai soldati, in quanto il nome ufficiale del suo presunto padre Caracalla era Marco Aurelio Antonino. Subornata da Giulia, la legione proclamò Eliogabalo imperatore legittimo di Roma il 16 maggio 218. Secondo Gibbon, Macrino avrebbe potuto fermare sul nascere la rivolta, non riuscendoci solo perché rimase colpevolmente inattivo ad Antiochia.
Inizialmente Eliogabalo poteva contare sul supporto di un'intera legione, ma altri legionari, motivati dal malcontento per la loro paga, defezionarono in favore di Eliogabalo. In risposta alla minaccia crescente, Macrino inviò un'unità di cavalleria sotto il comando di Ulpio Giuliano per tentare di soffocare la rivolta. Invece di catturare i ribelli, tuttavia, Ulpio fu tradito e assassinato dai suoi stessi soldati che defezionarono in favore di Eliogabalo.
In seguito a questi eventi, Macrino viaggiò a Apamea per assicurarsi la fedeltà della Legio II Parthica prima di marciare contro Emesa. Secondo Dione, Macrino promosse suo figlio Diadumeniano alla posizione di Imperator, e promise ai soldati 20000 Sesterzi a testa, con 4000 di questi pagati immediatamente. Dione riferisce ulteriormente che Macrino offrì una cena ai residenti di Apamea in onore di Diadumeniano. Alla cena, Macrino fu presuntemente presentato con la testa di Ulpio Giuliano che era stato ucciso dai suoi stessi soldati. In risposta, Macrino lasciò Apamea diretto più a sud.
Le truppe di Macrino e di Eliogabalo si scontrarono da qualche parte nei pressi delle frontiere tra Syria Coele e Syria Phoenice. Nonostante i tentativi di Macrino di porre termine alla rivolta con questo confronto, la sua intera legione defezionò in favore di Eliogabalo costringendo Macrino a ritirarsi ad Antiochia. Eliogabalo passò all'offensiva e marciò su Antiochia.
All'inizio del terzo secolo, l'equilibrio del potere era passato dal Senato all'esercito, e la posizione del Senato si indebolì considerevolmente. L'imperatore di Roma era proclamato con il supporto dei militari, mentre il Senato esisteva esclusivamente per officiare affari di stato senza alcuna autorità effettiva. Sia Macrino e successivamente Eliogabalo si assicurarono il supporto dei militari ignorando in genere l'opinione del Senato. Macrino era in circostanze disperate dopo la rivolta di Eliogabalo e non aveva altra scelta che rivolgersi al Senato per assistenza. Mentre soggiornava ad Antiochia, Macrino fece un tentativo finale di assicurarsi del supporto, questa volta da Roma. Una combinazione di sfiducia dal Senato, fondi insufficienti, e l'avvicinarsi imminente di Eliogabalo, tuttavia, costrinse Macrino ad affrontare le legioni di Eliogabalo con solo la sua Guardia pretoriana. Avesse avuto maggiore tempo a disposizione, il prefetto urbano di Roma, Mario Massimo, sarebbe stato in grado di raccogliere delle truppe da inviare come rinforzi per assistere Macrino. Nonostante la sua relativa impotenza, il Senato comunque dichiarò guerra all'usurpatore e alla sua famiglia.
La politica di Macrino non aveva raccolto il favore dell'esercito: l'imperatore era stato costretto ad accettare una pace coi Parti dai termini molto onerosi e aveva ridotto la paga dei soldati. Il 16 maggio, la legione III Gallica, di stanza ad Emesa, proclamò Eliogabalo imperatore, annientando una unità di cavalleria comandata da Ulpio Giuliano e inviata da Macrino. L'imperatore, pentitosi della propria politica e pagato un donativo alle truppe, comandò un attacco su Emesa, operato dalla II Parthica, che però fallì, e Macrino si ritirò ad Antiochia.

## Battaglia
Le descrizioni della battaglia differiscono, e la sua ubicazione è dibattuta. Lo scontro decisivo e forse l'unico ebbe luogo l'8 giugno 218; Dione la colloca in una gola al di fuori di un villaggio identificato con Immae, approssimativamente a ventiquattro miglia di strada tra Antiochia e Beroea. Erodiano è in contrasto con questa asserzione, suggerendo che la battaglia ebbe luogo in una ubicazione più vicina alle frontiere della Syria Coele e Syria Phoenice, forse nei pressi di Emesa. Downey suggerisce che due battaglie ebbero luogo: un primo scontro coincidente con quello descritto da Erodiano, e una battaglia posteriore nei pressi di Antiochia, che secondo la tesi di Downey sarebbe stata quella decisiva. Altri studiosi o propendono per il sito suggerito da Dione nei pressi di Antiochia o non si pronunciano affatto sulla questione del sito dello scontro.
Le armate di Eliogabalo, comandate dall'inesperto ma determinato Gannys, si scontrano con i pretoriani di Macrino in una battaglia campale. Gannys comandava almeno due intere legioni e poteva contare sulla superiorità numerica sulle meno consistenti reclute che Macrino era riuscito a mantenere dalla sua parte. Nonostante ciò, l'inizio dello scontro fu favorevole a Macrino. Secondo Dione, Macrino aveva ordinato alla guardia pretoriana di mettere da parte le loro corazze dell'armatura a scaglie e i loro scudi incavati in favore dei più leggeri scudi ovali poco prima della battaglia. Ciò li rese più leggeri e maggiormente manovrabili annullando ogni vantaggio avuto dai lanciarii legionari (fanteria leggera armata di giavellotto). I pretoriani irruppero attraverso le linee dello schieramento di Gannys, che volsero in fuga. Durante la ritirata, tuttavia, Giulia Mesa e Soemia Bassiana (la madre di Eliogabalo) si buttarono nella mischia per opporsi alla ritirata delle truppe mentre Gannys in groppa caricava a capofitto il nemico. Queste azioni posero effettivamente fine alla ritirata; le truppe ripresero l'assalto con un morale rinnovato, capovolgendo le sorti della battaglia. Temendo la sconfitta, Macrino riparò di nuovo ad Antiochia. Sia Downey che Gibbon suggeriscono che, se Macrino non fosse fuggito, avrebbe potuto vincere i ribelli e mettere al sicuro il trono.
La II Parthica abbandonò Macrino, e assieme ad altre truppe si schierò con Eliogabalo. Le forze del giovane membro della dinastia dei Severi, comandate da Gannys, si mossero su Antiochia. L'8 giugno Macrino venne sconfitto e abbandonato dalle sue truppe.

## Conseguenze
In seguito alla sua sconfitta, Macrino inviò suo figlio Diadumeniano presso Artabano IV di Partia, mentre egli stesso fece ritorno ad Antiochia, proclamandosi vittorioso su Eliogabalo in battaglia. La notizia della sconfitta di Macrino si propagò e molti civili che lo avevano appoggiato furono massacrati per le strade e in città. Macrino si rase la barba e i capelli per camuffarsi da membro della polizia militare. Fuggito dalla città in groppa, raggiunse la Cilicia con pochi seguaci, mascherandosi da corriere militare, e si procurò un carro con cui raggiunse Eribolon, nei pressi di Nicomedia. Da lì intendeva salpare per Calcedonia.
Macrino viaggiò per la Cappadocia, la Galazia e la Bitinia prima di arrivare a Calcedonia. Qui venne smascherato e arrestato, dopo che aveva inviato delle richieste di denaro. Uomini inviati da Eliogabalo arrestarono Macrino e lo portarono in Cappadocia. Diadumeniano fu catturato nel corso del suo viaggio in Partia, e ucciso dal centurione Cladio Pollione a Zeugma. L'autore francese Jean-Baptiste Crevier commenta che Macrino si lanciò dal carro in Cappadocia dopo aver ricevuto la notizia della morte di suo figlio, rompendosi la spalla nell'atto. Macrino fu giustiziato ad Archelais in Cappadocia dopo aver tentato invano la fuga; Dione menziona che il responsabile dell'esecuzione fu il centurione Marciano Tauro. Fu così che il regno di Macrino ebbe termine dopo appena quattordici mesi.
Nel frattempo, Eliogabalo era entrato ad Antiochia e si era proclamato il nuovo sovrano di Roma in un messaggio al senato e al popolo romano. Ancora una volta, come già avevano fatto con Macrino, il Senato fu costretto a riconoscere Eliogabalo come nuovo imperatore. Nel frattempo anche alcuni altri si erano candidati al trono, tra cui Vero, il comandante della Legio III Gallica e Gellio Massimo, il comandante della Legio IV Scythica. Lo studioso Martijn Icks nota l'ironia della candidatura di Vero in quanto la sua legione era stata la prima a proclamare Eliogabalo come l'imperatore legittimo di Roma. Queste rivolte furono represse e i loro istigatori giustiziati. Nel marzo 222, Eliogabalo fu egli stesso assassinato dalla guardia pretoriana, il suo corpo gettato nel fiume Tevere e condannato alla damnatio memoriae per ordine del senato.